# Le Jeu (divertissement)
Pour les articles homonymes, voir The Game et Jeu (homonymie).

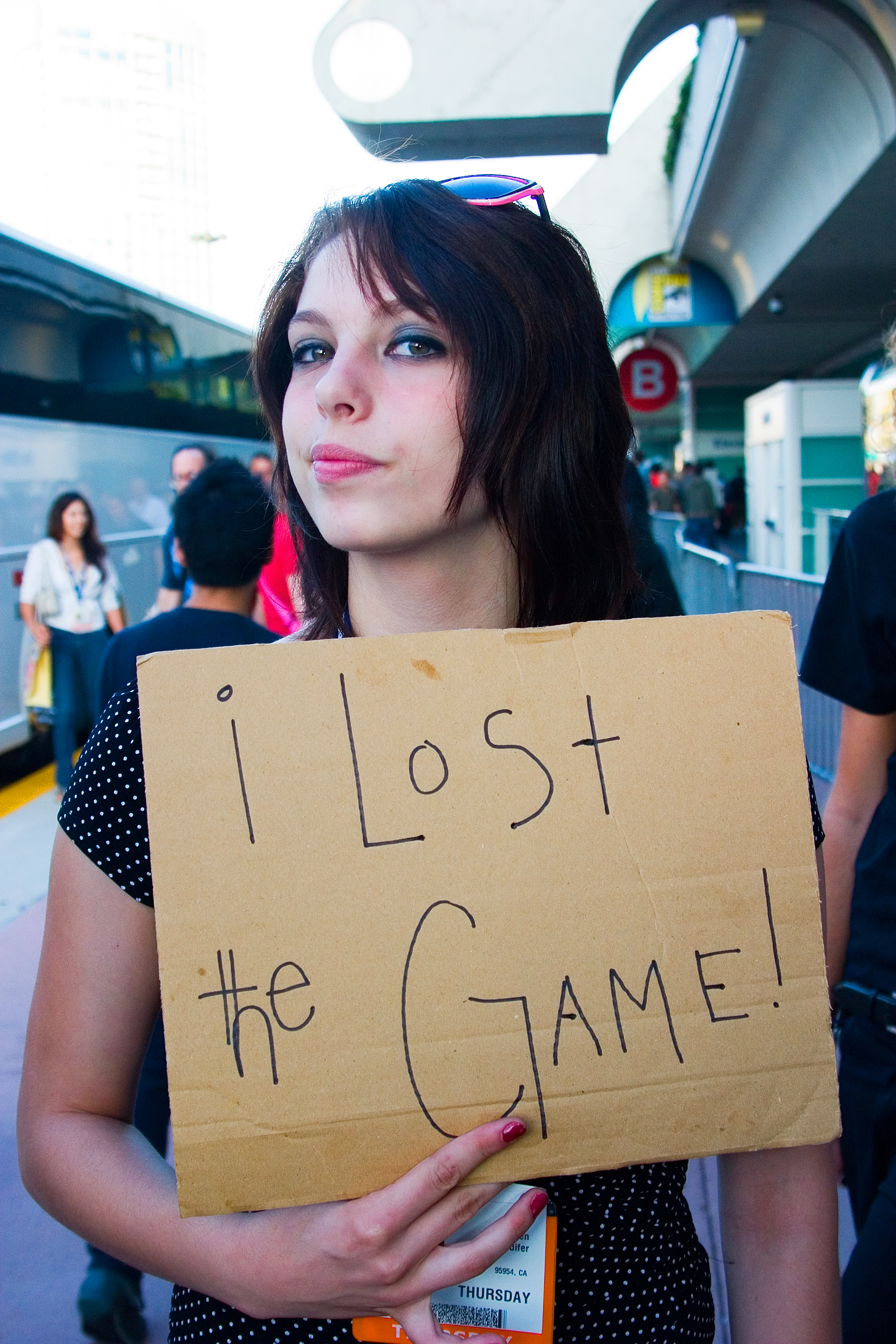
Une joueuse tenant une pancarte disant «J'ai perdu au Jeu» à la San Diego Comic-Con International de 2008.

Le Jeu, ou The Game, est un divertissement continuel dont le but est d'éviter de penser au jeu lui-même. Penser au jeu constitue une défaite, et selon les règles, il faut l'annoncer aux autres. Venant des pays anglo-saxons, le jeu a été tantôt défini comme inutile et frustrant, tantôt comme un jeu de défi amusant et faisant passer le temps.

## Règles
Il existe trois règles fondamentales : 
1. Tout le monde joue au Jeu (parfois restreint en : « tous les gens qui connaissent le Jeu y jouent », ou alors en « Tu joues continuellement au Jeu ») ;
2. Qui pense au Jeu y perd immédiatement. Si vous lisez ceci, vous avez donc perdu ;
3. Chaque défaite doit être annoncée à au moins une personne, au moyen d'une phrase comme « J'ai perdu », « J'ai perdu au Jeu », « Le jeu » ou, chez quelques joueurs « Ça sent la perte » qui est très souvent employée. De plus, si vous faites perdre quelqu'un, vous devez aussi l'annoncer par un « Tu as perdu au Jeu ».

Certains joueurs estiment que le Jeu se terminera le jour où le Premier Ministre Britannique annoncera à la télévision "Le Jeu est terminé".

### Stratégies

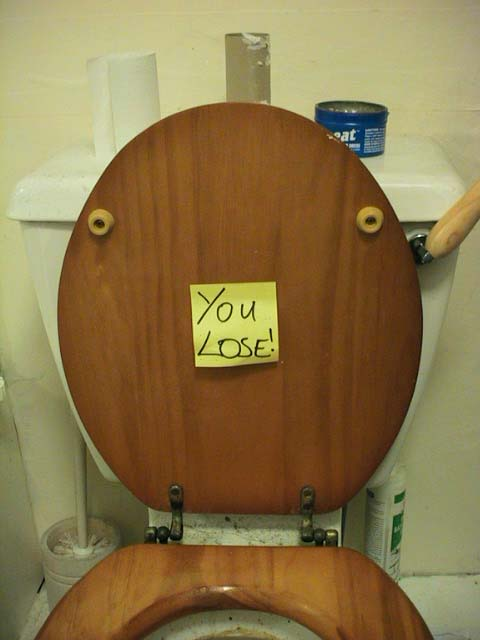
Une stratégie consiste à piéger les joueurs.

Certains joueurs ont développé diverses stratégies pour faire perdre les autres, comme en écrivant « J'ai perdu » sur des feuilles de papier placées dans des endroits publics, sur des posts internet, ou en le criant dans des foules. 

## Origines
Les origines du Jeu sont incertaines. Une théorie affirme que quand un jour deux amis ratèrent leur dernier train et durent passer la nuit sur le quai, ils essayèrent de ne pas penser à leur situation : celui qui y penserait le premier perdrait. Une autre explique qu'il fut inventé à Londres en 1996 « pour ennuyer les gens ». La première allusion connue au Jeu sur le web date de 2002. Le Jeu est un exemple d'effet rebond.